# George Abraham (nhà thơ)
George Abraham là một nhà thơ người Mỹ gốc Palestine. Anh là tác giả của Birthright và the specimen's apology. Anh ấy là  Tiến sĩ ngành Kỹ thuật sinh học tại Đại học Harvard, và hiện sống ở Boston, Massachusetts.

## Sự nghiệp
Năm 2018, Abraham đã giành được Giải thưởng Thơ ca Cosmonauts Avenue, do Tommy Pico làm giám khảo. Anh được vinh danh là "Nhà thơ xuất sắc nhất" tại Cuộc thi thơ quốc tế của Công đoàn Đại học năm 2017. Anh hy vọng sẽ tiếp tục nâng cao nhận thức về quyền con người và các cuộc đấu tranh kinh tế xã hội của người Palestine thông qua nghệ thuật.
Abraham là thành viên hội đồng quản trị của RAWI (Radius of Arab American Writers)  và là thành viên của Kundiman. 

### the specimen's apology
Cuốn sách minh họa của anh cho the specimen's apology đã được xuất bản vào tháng 1 năm 2019 bởi Sibling Rivalry Press, và được minh họa bởi Leila Abdelrazaq. Trong một bài đánh giá trên The Rumpus, torrin a. Greathouse đa nói về the specimen's apology: "Các tác phẩm chứa đựng trong lthe specimen's apology là một chuỗi các vũ trụ song song chồng chéo và tươi tốt, trong đó Abraham không ngừng đổi mới và từ bỏ các hình thức cũ. Mỗi thử nghiệm chính thức là một lỗ hổng tạm thời dẫn đến một thế giới mới mở ra, sau đó sụp đổ, phía sau người đọc. Điều này tạo ra trong chapbook vơi những khung cảnh luôn thay đổi, phức tạp, nơi công việc liên ngành của tác giả với tư cách là tiến sĩ kỹ thuật sinh học tỏa sáng... Trong khi, dưới bàn tay của một nhà thơ khác, điều này có thể khiến người đọc vô cùng nản lòng, Abraham sử dụng những khái niệm cao cả này với sự duyên dáng và tin tưởng đáng kinh ngạc nơi khán giả của họ. "  Tạp chí Michigan Quarterly Review cho biết, "Theo một số cách, để trở thành người Palestine là sống trong cơ thể được coi là tưởng tượng này và kiểm tra nó thông qua ngôn ngữ, trí tưởng tượng và trí nhớ. Trong the specimen's apology, George Abraham không cố gắng xóa bỏ sự xóa sổ mà là để sống trong sự gần gũi của những thế giới mà theo cách dịch sai của chúng, rất quen thuộc. "

### Birthright
Tuyển tập có độ dài đầy đủ của Birthright được xuất bản vào tháng 4 năm 2020 từ Button Poetry. Sa'ed Atshan, tác giả của Queer Palestine and the Empire of Critique, cho biết: "Birthright nắm bắt được cách chính trị thâm nhập vào tâm hồn và ý thức của chúng ta, nhưng khi những bài thơ chiến thắng nỗi đau khổ, chúng ta có thể bám trụ lại cuộc sống. Hành trình đọc những dòng chữ này cũng là một cuộc hành trình phổ quát, tập hợp các quan niệm về đức tin, tình yêu, gia đình, chủ nghĩa thực dân-định cư, bạo lực, kỳ quặc và tìm kiếm quê hương. "